# 870 Manto
870 Manto, asteroid glavnog pojasa. Otkrio ga je Max Wolf, 12. svibnja 1917.

## Vanjske poveznice
- Minor Planet Center